# 深圳农村商业银行
深圳农村商业银行股份有限公司（英語：Shenzhen Rural Commercial Bank），简称深圳农商行，是中国广东省深圳市的一家以本地为主、主要经营银行业务的金融机构。总部位于深圳市宝安区海秀路2028号农商银行大厦，在深圳擁有3600多名員工，210間分行及超過2100台自助服務設備，是深圳營業網點最广泛的銀行之一，网点除已覆盖深圳市所有行政区（包括属于飞地的深汕合作区）外，还在广西桂林市，柳州市设有少量直营网点，另在广西发起设立四家村镇银行，為500多萬活躍零售客戶和17萬多戶活躍企業客戶提供服務

## 历史

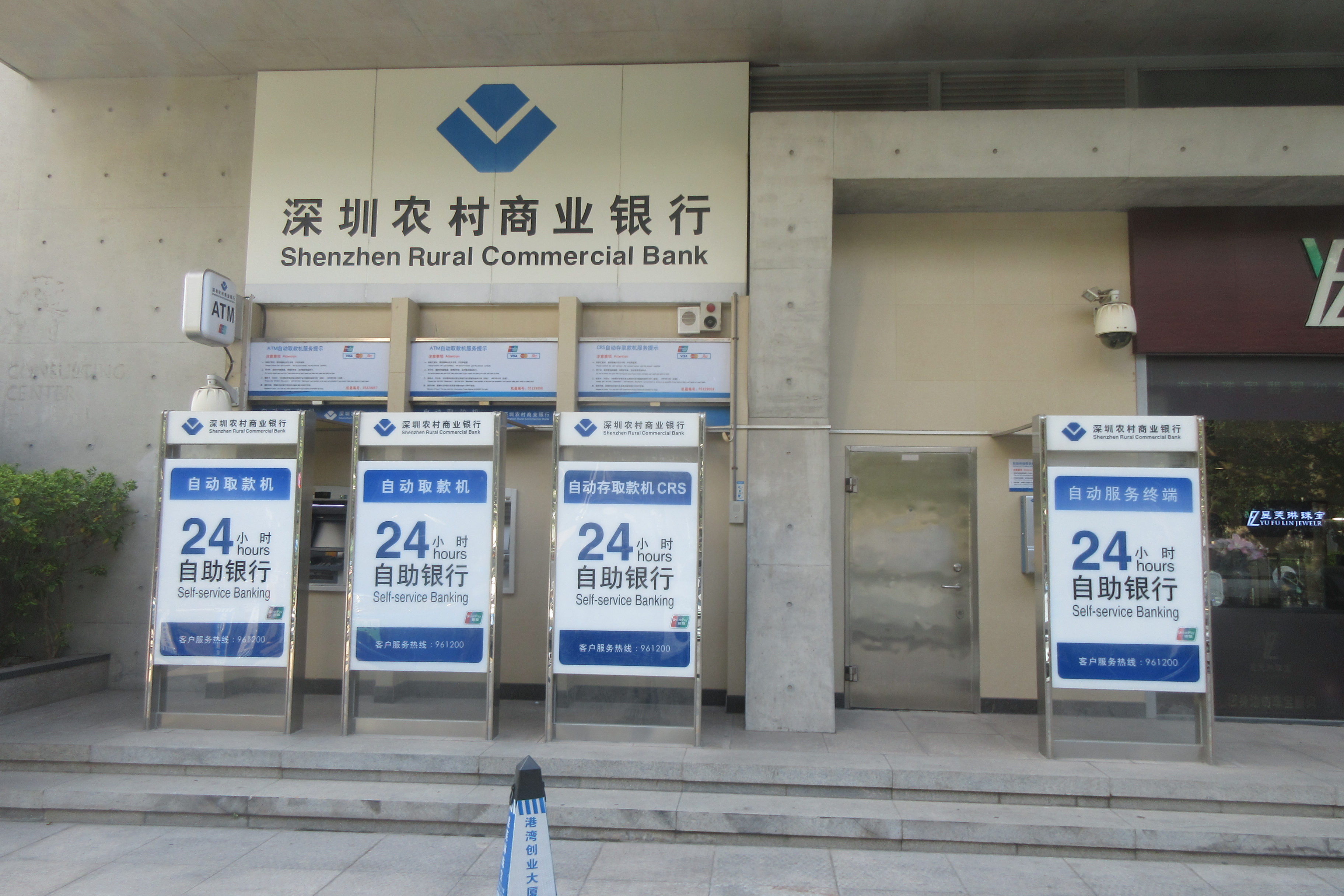
换标前的蛇口支行

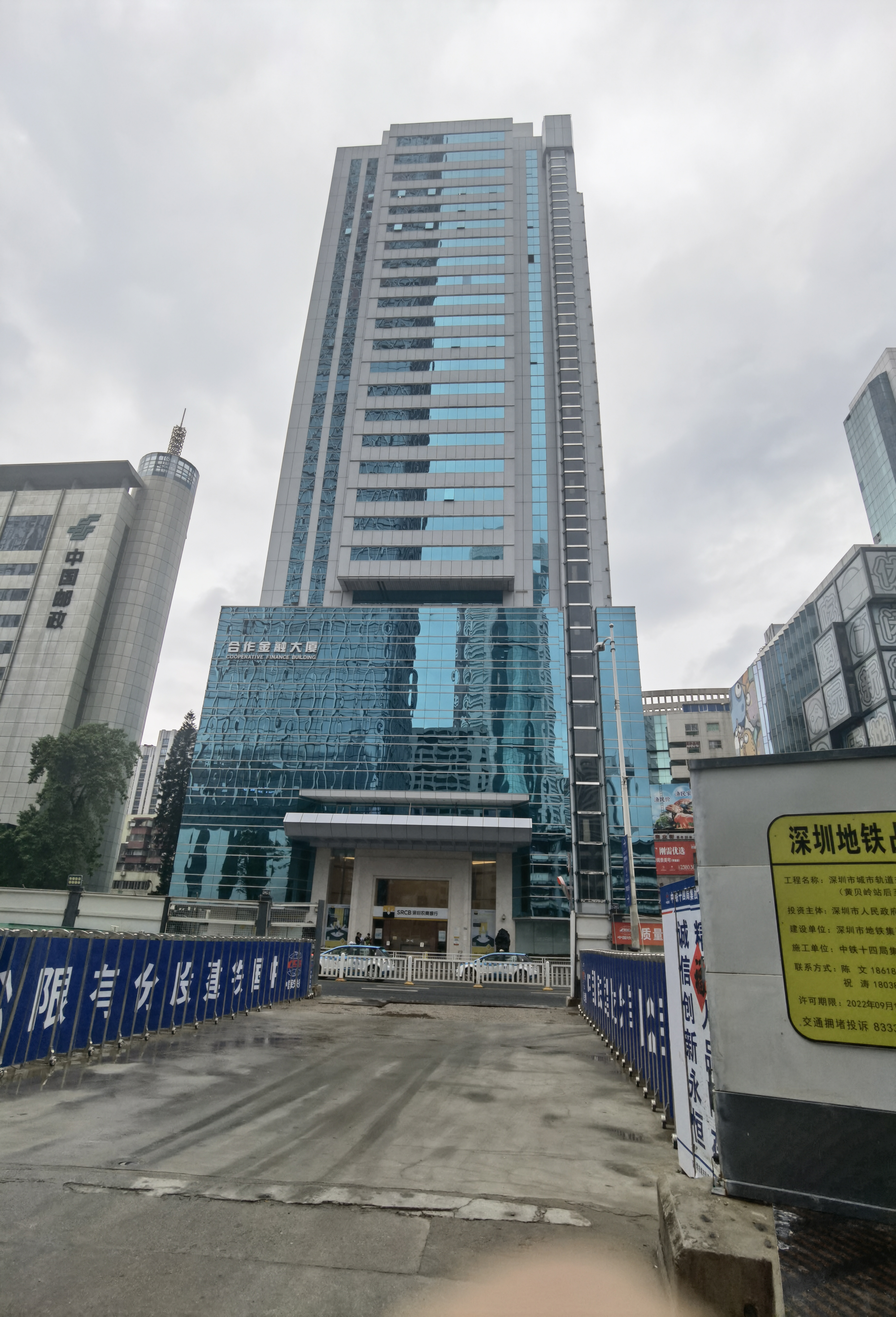
位于罗湖区东门的合作金融大厦，是第一代总行行址，现为罗湖支行

#### 农村信用合作社，农村信用社联合社时期
1952年，作为农村的基层设施，宝安县农村信用社成立，被普遍看作是本行的起源。
1979年特区设立前，深圳共有农村信用社21个
1987年8月，经人行，农行总行批准，特区内四家（罗湖、上步、南山、沙头角）合作社组建深圳发展银行。其余16家农村信用合作社仍归农行深圳分行领导。
1988年5月，宝安县第三届农村信用合作联社成立。
到1992年末，深圳设立农村信用社18家，农村信用合作分社164个，在原特区外实现了一村一社的机构设置，服务网点遍布各个村镇。
1996年行社脱钩改革，深圳市内农村信用社脱离中国农业银行的代管后而成为独立的金融机构后，后逐步统一法人机构，改称“深圳市农村信用合作社联合社”（深圳农信联社）。
农村信用社联社独立运作的初期，存款规模只有75亿元，贷款规模49.5亿元，不良贷款比例高达27%。但之后三年内在存款和贷款规模上就有了突飞猛进的发展。截至1999年存款余额提高到117.01亿元，贷款余额提高到70.45亿元。
1999年提出了以零售银行为战略发展目标，专注于以中小企业和居民个人为主要服务对象的零售银行业务。并开始推出信通卡。

#### 2004年至今
2004年8月，经广东省人民政府和中国银监会批准，深圳农信联社脱离正在组建的广东省农村信用社联社（广东农信），独立改制组建“深圳农村商业银行”。
这是农村信用社改制农村商业银行在江苏江阴、常熟、张家港三个县级市试点后，中国银监会批准的首个在副省级城市以上组建的农村商业银行。
2005年12月9日，深圳农村商业银行正式成立，总行仍位于罗湖区东门深南东路的合作金融大厦，同日启用第一代logo和企业形象系统。
2020年12月18日，位于宝安区中心区，高约150米的农商银行大厦正式落成，取代使用二十年的合作金融大厦成为深圳农商银行总行所在地，深圳农商行成为首个以宝安区为总部的大中型银行总部。
2021月4月20日星展銀行以每股3.91元，共52.86亿元人民幣的認購深圳農村商业銀行13.5億股新股，佔13%服份，交易完成後，星展銀行將成為深圳農商銀行的第一大股東，並擁有董事會席位。
2021年9月6日，深圳农商银行启用第二代标志和第二代企业识别系统，该企业识别系统以金种子为主题，并将属下的“信通卡”逐步改称金种子一卡通。

## 控股子公司

#### 发起的村镇银行
宜州深通村镇银行
扶绥深通村镇银行
灵川深通村镇银行
苍梧深通村镇银行

#### 控股农商银行
广东博罗农村商业银行
广东海丰农村商业银行
广东惠来农村商业银行

#### 其他金融单位
前海兴邦金融租赁

## 链接
深圳农村商业银行官方网站 （页面存档备份，存于）